# Sarvtjärnen (Fryksände socken, Värmland, 667908-134204)
Sarvtjärnen är en sjö i Torsby kommun i Värmland och ingår i Göta älvs huvudavrinningsområde. Sjön har en area på 0,062 kvadratkilometer och ligger 117,7 meter över havet.

## Delavrinningsområde
Sarvtjärnen ingår i det delavrinningsområde (668011-134206) som SMHI kallar för Inloppet i Vassjön. Medelhöjden är 180 meter över havet och ytan är 5,21 kvadratkilometer. Det finns inga avrinningsområden uppströms utan avrinningsområdet är högsta punkten. Värån som avvattnar avrinningsområdet har biflödesordning 3, vilket innebär att vattnet flödar genom totalt 3 vattendrag innan det når havet efter 361 kilometer. Avrinningsområdet består mestadels av skog (77 procent). Avrinningsområdet har 1,29 kvadratkilometer vattenytor vilket ger det en sjöprocent på 6,1 procent.